# كار اندروز
كار اندروز هو فنان قصص مصورة وكاتب وكاتب سيناريو ومخرج كندي، ولد في 13 يوليو 1967 في ساسكاتون في كندا.

## وصلات خارجية
- الموقع الرسمي
- كار اندروز على موقع IMDb (الإنجليزية)
- كار اندروز على موقع روتن توميتوز (الإنجليزية)
- كار اندروز على موقع ألو سيني (الفرنسية)
- كار اندروز على موقع أول موفي (الإنجليزية)
- كار اندروز على موقع قاعدة بيانات الأفلام السويدية (السويدية)
- كار اندروز على موقع قاعدة بيانات الفيلم (الإنجليزية)
- كار اندروز على موقع كينوبويسك (الروسية)